# Iota Aurigae
Iota Aurigae ou ι Aurigae, em português Ióta do Cocheiro, também chamada de 3 Aurigae, Kabdhilinan ou Hassaleh, é uma estrela na direção da constelação do Cocheiro. 
Possui uma ascensão reta de 04h 56m 59.62s e uma declinação de +33° 09′ 58.1″. Sua magnitude aparente é igual a 2.69. Considerando sua distância de 512 anos-luz em relação à Terra, sua magnitude absoluta é igual a −3.29. Pertence à classe espectral K3IIvar.